# Estação Aculco
A Estação Aculco é uma das estações do Metrô da Cidade do México, situada na Cidade do México, entre a Estação Apatlaco e a Estação Escuadrón 201. Administrada pelo Sistema de Transporte Colectivo, faz parte da Linha 8.
Foi inaugurada em 20 de julho de 1994. Localiza-se no cruzamento da Avenida Francisco del Paso y Troncoso com a Avenida Trabajadoras Sociales. Atende os bairros Pueblo Magdalena Atlazolpa e Pueblo Aculco, situados na demarcação territorial de Iztapalapa. A estação registrou um movimento de 3.247.038 passageiros em 2016.